# 帯

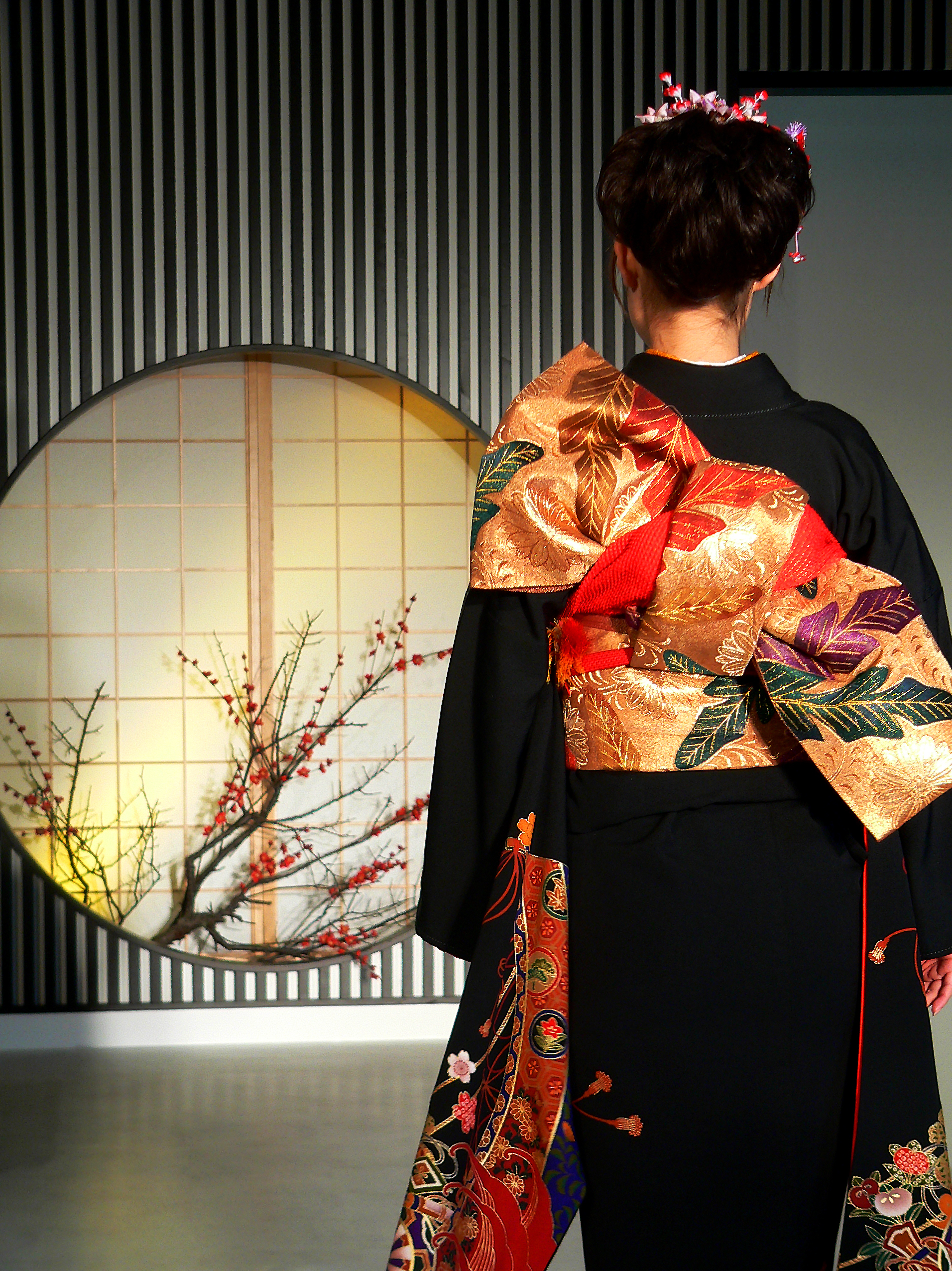
帯（立て矢系の結び）

帯（おび、旧字体：帶）とは、着物の上から腰の上に巻いて結ぶことで着物を体に固定させる幅広で紐状の装身具。道具を装用する機能も持つ。

## 衣類の帯

### 帯の歴史
帯の始まりはおそらく衣類自体より古く、初発的形態としては裸体に腰紐のみを巻き、そこに狩猟で用いる道具を挿していたことにはじまる。これはいわゆる未開社会で見られる。
前開きの上着に対して帯は原理的には必須ではなく、ガウンなどのように、脇の部分に結ぶための紐を備えることで、開かないようにできる。
帯は道具を装用するための機能もあり、たとえば日本刀の一種の打刀は腰の帯に差す形で携行されていたし、小物入れの機能を持った提げ物や印籠は、帯の裏に紐を通して帯の上端に留め具の根付をひっかける形で装用されていた。もとより日本語では「帯びる」というように、それは身体の最も近いところに置くことである。また漢語に於いても同様で、「携帯する」という語には既に、帯という字が含まれている。
服飾史においては、帯は「帯びる」「止める」よりも「飾る」機能の発揮によって様々なものが現れてきた。上半身と下半身を分かつ一本のラインとなり、トータルコーディネートの上での重要なアクセントである。ことに和服の帯のように幅広のものは、意匠を凝らす余地が存分にあることから、様々な模様が与えられ、実際的な機能を離れ鑑賞用になることもある。

### 帯鉤
広くは、帯は結び目を作ることで固定するが、帯鉤（たいこう）と呼ばれる金具によって固定するものも、ヨーロッパでは新石器時代の終わり頃からすでに見られる。いわゆるベルトである。これはヨーロッパ特有のものではなく、たとえば始皇帝陵の兵馬俑群が、その兵士たち一人ひとりが異なる形状の帯鉤を身につけていることでも知られているように、アジアなどにも存在した。これは日本においても律令制の時代の遺物には残っている。

### 和装の帯
和服の帯は江戸時代初期までは幅10cm程度の細い物であり、胴に巻いて縛ることで着物の打ち合わせを固定する機能性を持っていた。
平和な時代が長期に渡り、また華美を競う風潮と相まって時代が下がるごとに女性の帯の長大化が進んだ結果、現代の着物においては、帯の目的はもっぱら装飾である。これは、現代の着付けでは、打ち合わせを固定する機能は腰紐やコーリンベルトが担っており、帯はその上から巻くものとなっているためである。

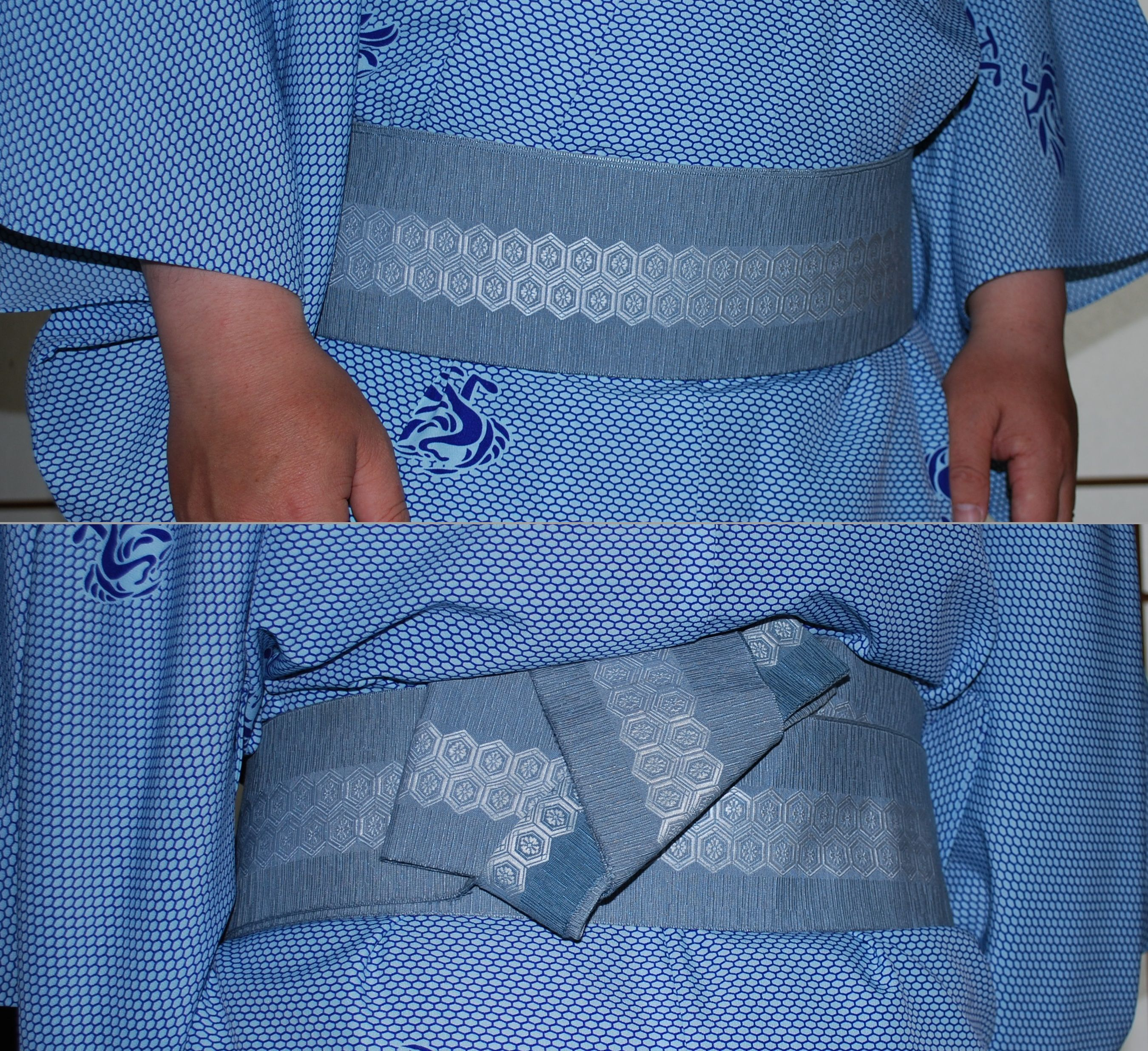
角帯の例

和装の帯の種類には、次のようなものがある。
- 女物
  - 丸帯
  - 袋帯
  - 腹合せ帯(昼夜帯、鯨帯)
  - 名古屋帯(九寸名古屋帯)
  - 袋名古屋帯(八寸名古屋帯)
  - 踊帯
  - 単帯
  - 六寸帯
  - 半幅帯

女物の付属品
- 帯締め
- 帯留
- 帯揚げ
- 帯枕
- 帯板

- 男物
  - 角帯
  - 三尺帯
  - 兵児帯（へこおび）
- 小児用
  - 兵児帯
  - 扱帯
  - 作り帯(付け帯)

## 文化

### 呪術的な要素
身体を取り締めるものである帯は、生命にかかわる呪術的な力をも有すると考えられ、妊婦のために特別のものが用意されるなどしたほか、様々な伝承において、力帯（ちからおび）やそれに類する装身具が広く見られる。北欧神話におけるトールの神話もその一つに挙げられる。適切に巻かれた帯は身体能力を発揮する一助となり、ウェイトリフティングなどのパワー系競技において、腰椎の保護などの機能も併せ、専用のベルトを装着する選手も多い。このことは古くより体験的に知られており、神秘的な力として、その強力なものが口承の中に現れてくるのであろう。
日本では帯初めという通過儀礼もあった。これは、着物の付け紐を取り、幼児が初めて帯を結ぶ儀式である。もとは室町時代に貴族の間で始まったと考えられる。地方によっては両親が執り行わず、帯親と呼ばれる人物に託す。これは名付け親などと同様の、仮親の一種と分類される。

## 派生・転義

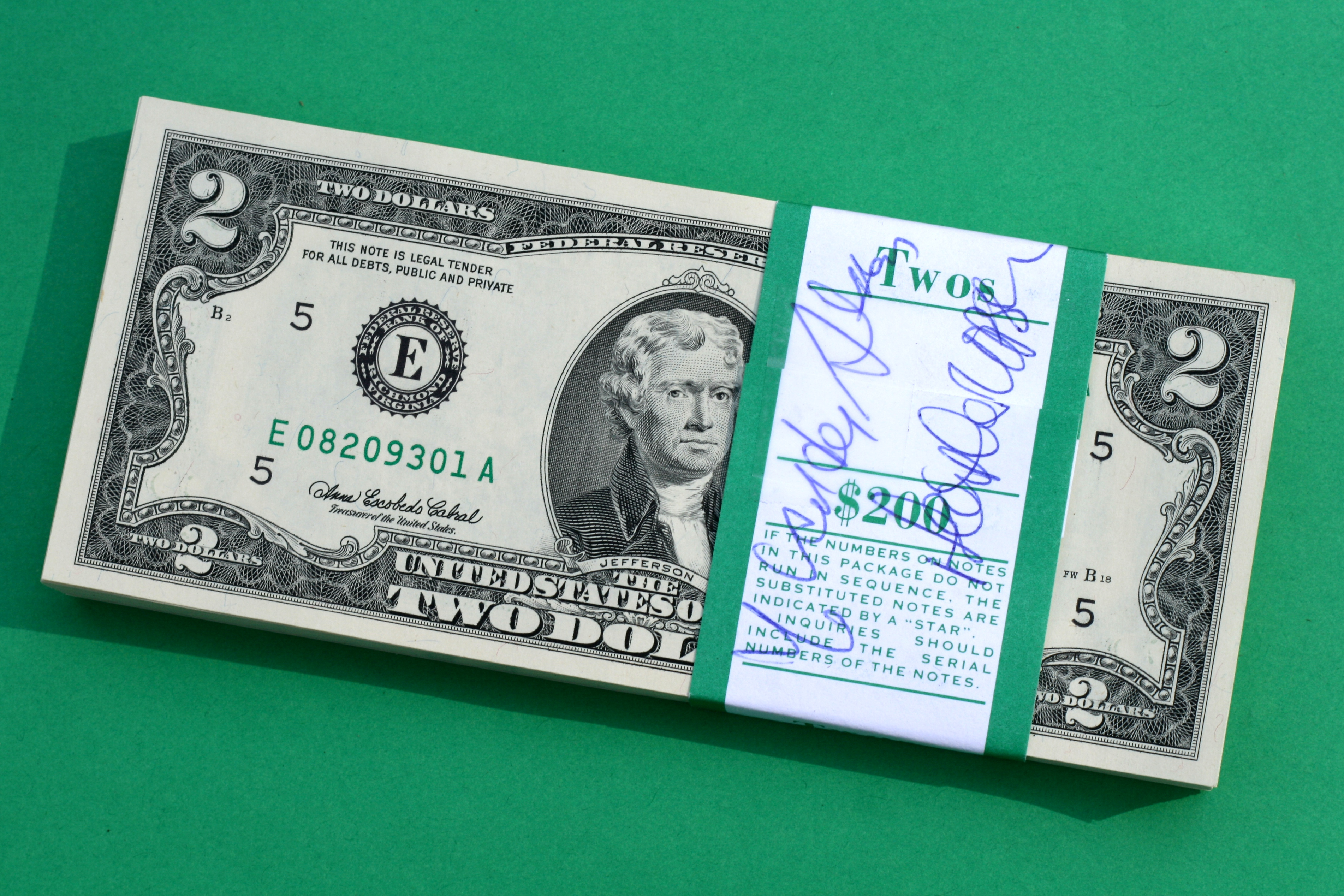
帯封をされた紙幣の束

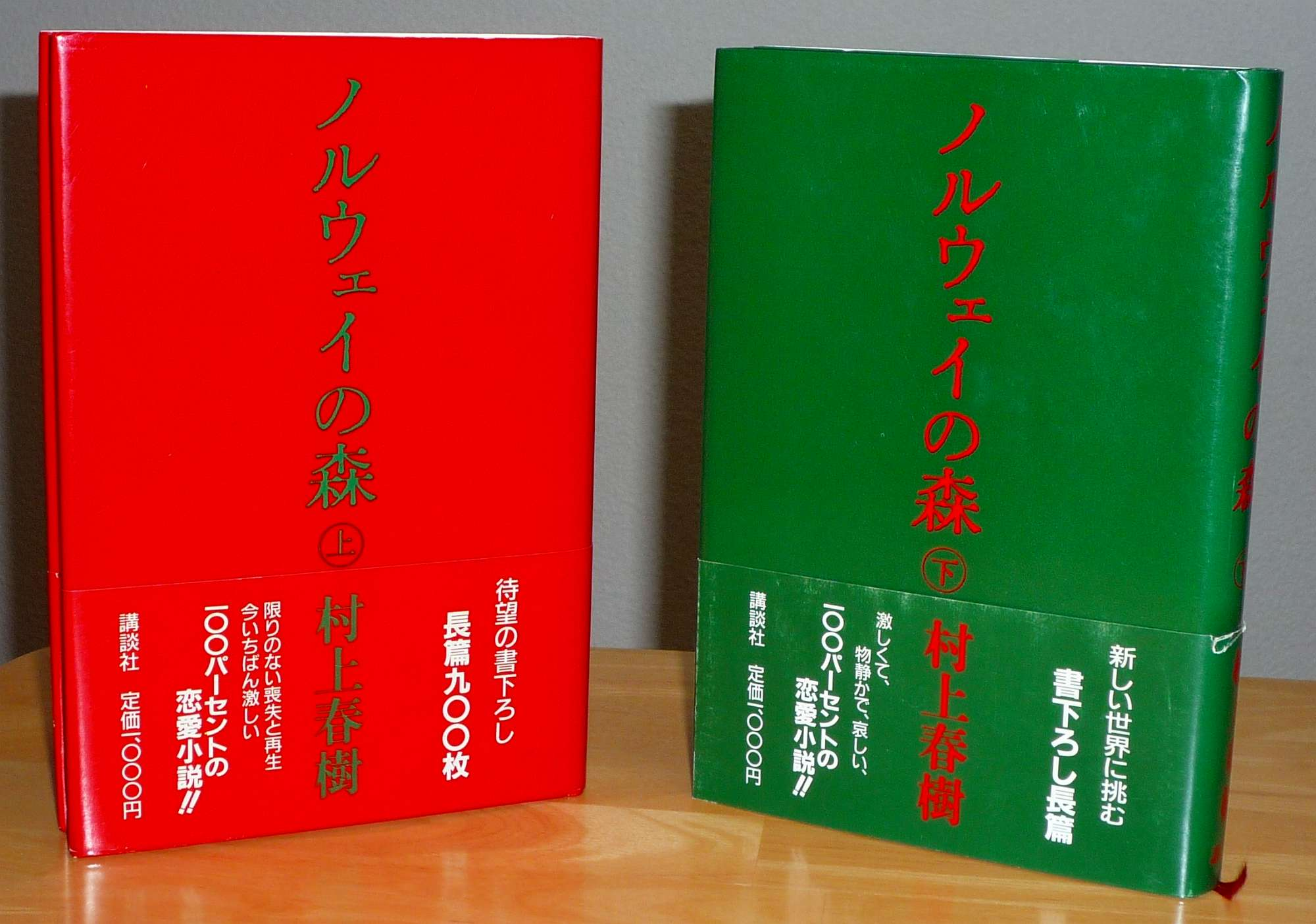
出版物とその帯（下の方に巻いてある）

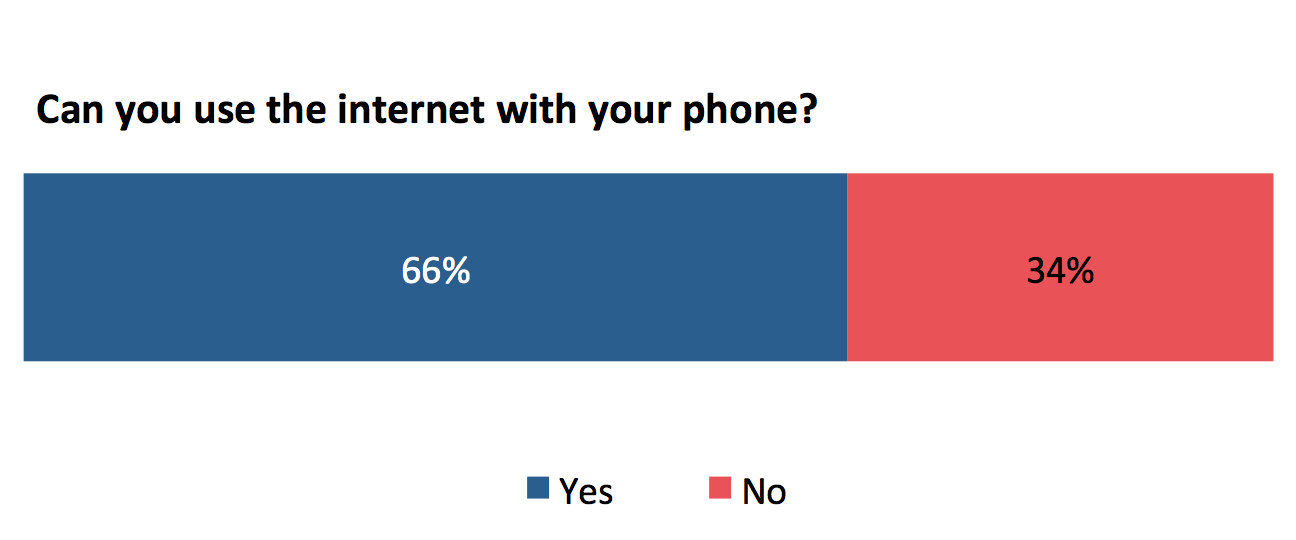
帯グラフ

「帯（おび、タイ）」という日本語は、多種多様な派生語と転義語を持つ。
束ねなければまとまりのつかない物を帯状に巻いて封印する「帯封（おびふう）」（■右列の画像を参照）や、外装する形で本・レコード・CDなどに巻かれる「帯（おび）」（■右列の画像を参照）、特定の長さをもつ一本の帯状のグラフの上に数値データを表して割合を示す「帯グラフ（おびグラフ）」（■右列の画像を参照）、ウェブデザインにおける「見出し帯（みだしおび）」などは、衣服の帯の直喩である。
また、物理的形状から敷衍して、「時間帯（じかんたい）」「時刻帯（じこくたい）」「深夜帯（しんやたい）」、「帯域（たいいき）」、「価格帯（かかくたい）」など、幅を持った事物・概念にも転用される。テレビやラジオ等の放送において安定した放送枠内で高い継続性をもつ番組を指して使われる「帯番組（おびばんぐみ）」、それがドラマであった場合の「帯ドラマ（おびドラマ）」、テレビ・ラジオ等のゴールデンタイム（プライムタイム）を帯になぞらえた「G帯（ジーたい）」などといった語も挙げることができる。
日本語の「衣帯（いたい）」は多義語であるが、中国語由来の「衣帯」は「帯」を意味し、これを川や海と関連付けた「一衣帯水（いちいたいすい）」は「一本の帯のように幅の狭い一筋の川や海」を意味すると共に、そのように何かで分断されていながら隣り合っていて関係の深いことをも意味する四字熟語である。語構成は［〈一 - 衣帯〉- 水 ］で、「一本の帯」と「川」や「水域」を意味する「水」との合成語。出典は『南史 陳後主紀』など。

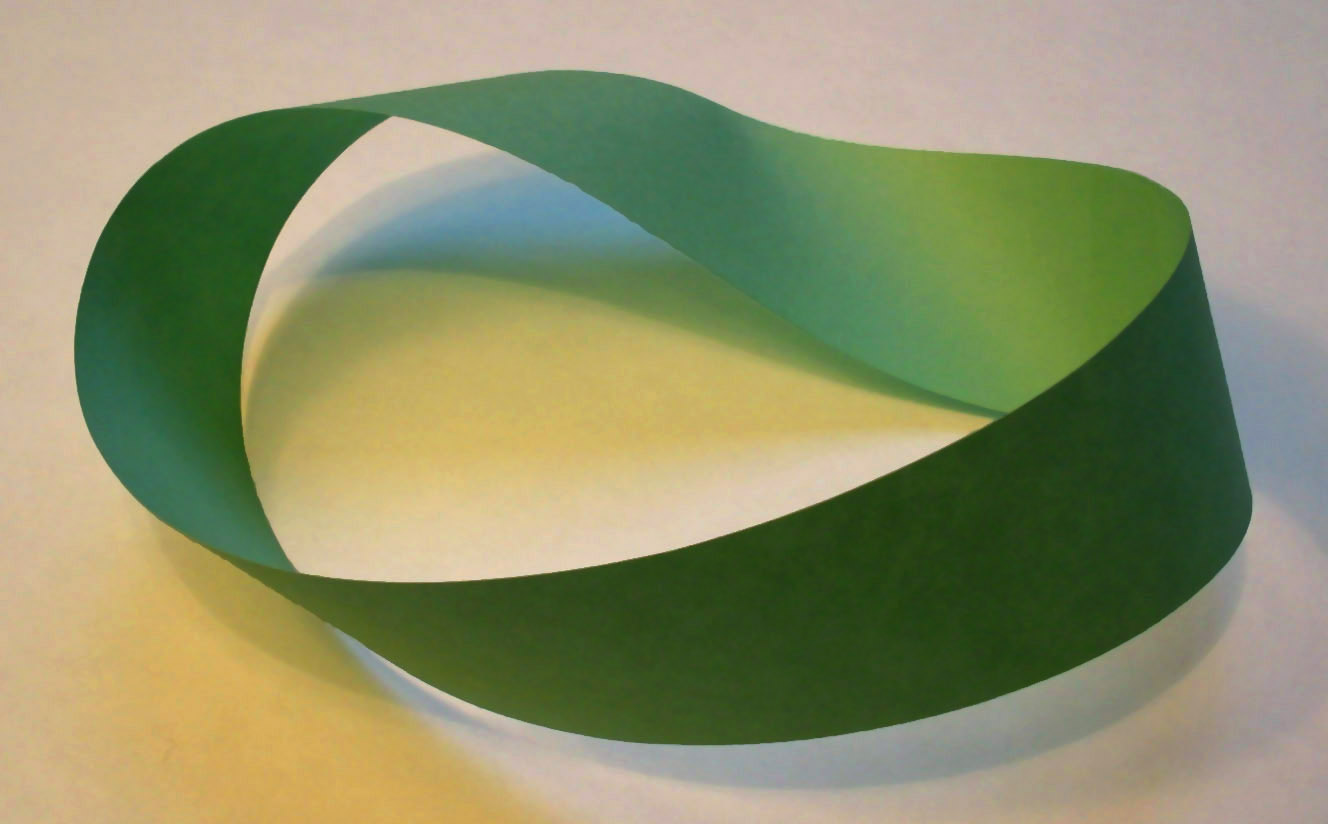
メビウスの帯

中国語以外の外国語を音写もしくは漢訳した要素のある日本語としては、「帯スペクトル（読み：たいスペクトル、別名：ベルトスペクトル）」と「電子帯スペクトル（でんしたいスペクトル）」、「吸収帯（読み：きゅうしゅうたい、別名：吸収バンド）」、「メビウスの帯（読み：メビウスのおび、別名：メビウスの輪）」（■左列の画像を参照）、「ビーナスの帯（読み：ビーナスのおび、別名：ビーナスベルト）」、カイパーベルト「カイパー帯（読み：カイパーたい、別名：カイパーベルト）」、「帯状疱疹（たいじょうほうしん）」などがある。